# Stephen Juba (taekwondo)
Stephen Juba es un deportista keniano que compitió en taekwondo. Ganó una medalla de plata en los Juegos Panafricanos de 1991 en la categoría de –50 kg.

## Palmarés internacional
| Juegos Panafricanos | Juegos Panafricanos | Juegos Panafricanos | Juegos Panafricanos |
| Año                 | Lugar               | Medalla             | Categoría           |
| ------------------- | ------------------- | ------------------- | ------------------- |
| 1991                | El Cairo (Egipto)   | Medalla de plata    | –50 kg              |